# Dance with Me (canção de Debelah Morgan)
Dance with Me é uma canção da cantora de R&B americana Debelah Morgan, composta pela Morgan e seu irmão, Giloh Morgan. Lançada em 2000, foi o primeiro single produzido para o terceiro álbum de estúdio de Debelah, Dance with Me. A canção destaca que ela quer apenas dançar com o seu amor naquela noite. "Dance with Me" alcançou a oitava posição na Billboard Hot 100 na semana de 26 de dezembro de 2000, após alcançar o top 40 na semana de 3 de outubro, e tem sido adicionado em muitos álbuns de compilação. A canção também foi lançada com letras em espanhol na Espanha, chamada "Baila Conmigo". "Dance with Me" é o single de maior sucesso de Debelah Morgan até a data presente.
"Dance with Me" é baseada na apresentação "Hernando's Hideaway, que é uma canção de tango popular. Richard Adler e Jerry Ross foram creditados como compositores da canção por causa disto, assim como Shaw-Blades, que fez um cover desta canção.

## Lista de faixas
CD Single
- Versão álbum
- Soul Central Remix
- Boom Boom Remix

CD Maxi Single
- Versão álbum
- JP Club Mix
- JP Radio MIX
- The Jill and Jack Mix
- JP Underground Mix
- JP Sound Factory Mix
- JP Sound Factory Dub

## Paradas
| Top (2000)                                       | Melhor posição |
| ------------------------------------------------ | -------------- |
| Estados Unidos - Billboard Hot 100               | 8              |
| Estados Unidos - Billboard Hot R&B/Hip-Hop Songs | 27             |
| Estados Unidos - Billboard Hot Dance Club Songs  | 4              |
| Estados Unidos - Billboard Pop Songs             | 5              |
| Estados Unidos - Billboard Radio Songs           | 5              |
| Austrália - ARIA Singles Chart                   | 3              |
| Áustria - Austrian Singles Chart                 | 16             |
| Nova Zelândia - RIANZ Singles Chart              | 11             |
| Suíça - Swiss Singles Chart                      | 18             |